# Woiwodschaft Wolhynien (1921–1939)
Die Woiwodschaft Wolhynien (polnisch Województwo wołyńskie) war in den Jahren 1921–1939 eine Verwaltungseinheit der Zweiten Polnischen Republik. Die Hauptstadt der Woiwodschaft war Łuck.

## Lage und Größe
Die Woiwodschaft mit den Städten Łuck, Równe, Kowel, Krzemieniec, Ostróg, Włodzimierz und Dubno erstreckte sich über den mittleren Teil von Ostpolen.
Sie grenzte im Norden an die Woiwodschaft Polesien, im Osten an die Sowjetunion, im Süden an die Woiwodschaft Tarnopol, im Südwesten auf einem kurzen Stück an die Woiwodschaft Lwów und im Westen an die Woiwodschaft Lublin.
Die Landschaft war flach und hügelig, im Norden bestimmt durch das Sumpfgebiet von Polesien (Prypjatsümpfe). Nach den statistischen Angaben vom 1. Januar 1937 waren 23,7 % der Landfläche von Wald bewachsen, etwas mehr als die 22,2 % im staatlichen Durchschnitt.
1921 umfasste die Woiwodschaft eine Fläche von 30.276 km². Die 19 Städte und 95 Landgemeinden waren in 10 Powiats gegliedert. Nach der Eingliederung des Powiats Sarny aus der Woiwodschaft Polesien 1930 betrug die Fläche im Jahr 1939 35.754 km².
Größere Orte waren (mit Einwohnerzahl 1921):
- Kowel (20.818 Ew.)
- Krzemieniec (16.068)
- Łuck (21.157 Ew.)
- Ostróg (12.975 Ew.)
- Równe (30.482 Ew.)
- Włodzimierz Wołyński (11.623 Ew.)

## Geschichte

### Nach dem Ersten Weltkrieg
Mit dem Zerfall Zarenrusslands kamen dort die Bolschewiki an die Macht, die ihr Arbeiter- und Soldatenräte-System nach Mittel- und Westeuropa ausbreiten wollten. Gleichzeitig strebte Polen die vollständige Restauration ihres Staatsgebietes aus der Zeit vor 1772 an. Diese widerstrebenden Ziele führten zum Ausbruch des Polnisch-Sowjetischen Krieges, der mit dem Frieden von Riga endete. Dieser legte die polnisch-sowjetische Grenze fest und sprach die Westhälfte des Gouvernements Wolhynien Polen zu. Am 4. Februar 1921 wurde die Woiwodschaft Wolhynien gegründet.
Der Powiat Ostrog bestand bis zum Jahresende 1924 und wurde in anderen Dimensionen als Powiat Zdołbunów weitergeführt, am 1. Januar 1925 wurde auch der Powiat Kostopol durch Ausgliederung von Teilen des Powiats Równo geschaffen.
Am 16. Dezember 1930 wurde der Powiat Sarny, bisher ein Teil der Woiwodschaft Polesien, ein Teil der Woiwodschaft.

### Zweiter Weltkrieg
Wie im deutsch-sowjetischen Nichtangriffspakt vereinbart, griffen die Sowjets Polen von Osten an. Im September 1939 kam die Region zunächst an die Sowjetunion und mit dem Beginn des deutschen Feldzugs gegen die Sowjets 1941 für ca. drei Jahre unter deutsche Besatzung. In der Zeit von 1939 bis 1944 waren alle Volksgruppen Repressalien, Deportationen, Morden und Massakern ausgesetzt.

### Nach dem Krieg
Nach 1945 wurden die Gebiete als Teil der Ukrainischen SSR von den Sowjets annektiert und die polnische Bevölkerung nach Polen, vor allem in die ehemaligen Ostgebiete des Deutschen Reiches, umgesiedelt.
Seit 1991 ist die Region Teil der unabhängigen Ukraine.

## Bevölkerung

### Volkszählung 1921
Die Volkszählung vom 30. September 1921 ermittelte folgende „Nationalitäten“ (Volkszugehörigkeiten):
Nationalitäten nach dem Zensus 1921
| Nationalität | Zahl      | Prozent  |
| ------------ | --------- | -------- |
| Ruthenen     | 983.596   | 68,40 %  |
| Polen        | 240.922   | 16,76 %  |
| Juden        | 151.744   | 10,55 %  |
| Tschechen    | 25.405    | 1,77 %   |
| Deutsche     | 24.960    | 1,74 %   |
| Russen       | 9.450     | 0,66 %   |
| Belarussen   | 1.118     | 0,08 %   |
| Übrige       | 712       | 0,05 %   |
| Gesamt       | 1.437.907 | 100,00 % |

1. ↑  Die Kategorie „Ukrainer“ gab bei der Volkszählung 1921 nicht.

Die Juden waren in den städtischen Siedlungen überproportional stark vertreten. Der jüdische Bevölkerungsanteil betrug 1921 in Kowel 60,1 %, in Krzemieniec 39,8 %, in Łuck 66,2 %, in Ostróg 58,9 %, in Równe 69,7 % und in Włodzimierz Wołyński 48,2 %.

### Volkszählung 1931
1931 wurde eine Bevölkerung von 2.085.600 ermittelt, was eine Bevölkerungsdichte von 58 Personen/km² ergab. Die Mehrheit der Einwohner stellten mit 1.426.900 (68,0 %) die Ukrainer, wobei 1.377.700 von ihnen auf dem Lande lebte. Die zweitstärkste Bevölkerungsgruppe bildeten mit 346.600 (16,6 %) Polen, die drittstärkste mit 9,9 % Juden.
| Einwohner der Woiwodschaft Wolhynien nach Konfession und Muttersprache 1931 (in tausend, aufgerundet) | Einwohner der Woiwodschaft Wolhynien nach Konfession und Muttersprache 1931 (in tausend, aufgerundet) | Einwohner der Woiwodschaft Wolhynien nach Konfession und Muttersprache 1931 (in tausend, aufgerundet) | Einwohner der Woiwodschaft Wolhynien nach Konfession und Muttersprache 1931 (in tausend, aufgerundet) | Einwohner der Woiwodschaft Wolhynien nach Konfession und Muttersprache 1931 (in tausend, aufgerundet) | Einwohner der Woiwodschaft Wolhynien nach Konfession und Muttersprache 1931 (in tausend, aufgerundet) | Einwohner der Woiwodschaft Wolhynien nach Konfession und Muttersprache 1931 (in tausend, aufgerundet) | Einwohner der Woiwodschaft Wolhynien nach Konfession und Muttersprache 1931 (in tausend, aufgerundet) | Einwohner der Woiwodschaft Wolhynien nach Konfession und Muttersprache 1931 (in tausend, aufgerundet) | Einwohner der Woiwodschaft Wolhynien nach Konfession und Muttersprache 1931 (in tausend, aufgerundet) |
| --- | --- | --- | --- | --- | --- | --- | --- | --- | --- |
| Konfession                                                                                            | gesamt                                                                                                | Muttersprache                                                                                         | Muttersprache                                                                                         | Muttersprache                                                                                         | Muttersprache                                                                                         | Muttersprache                                                                                         | Muttersprache                                                                                         | Muttersprache                                                                                         | Muttersprache                                                                                         |
| Konfession                                                                                            | gesamt                                                                                                | Polnisch                                                                                              | Ukrainisch                                                                                            | Weißrussisch                                                                                          | Russisch                                                                                              | Tschechisch                                                                                           | Deutsch                                                                                               | Hebräisch oder Jiddisch                                                                               | andere oder k. A.                                                                                     |
| gesamt                                                                                                | 2085,6                                                                                                | 346,6                                                                                                 | 1426,9                                                                                                | 2,4                                                                                                   | 23,4                                                                                                  | 31,0                                                                                                  | 46,9                                                                                                  | 205,5                                                                                                 | 2,9                                                                                                   |
| röm.-kath.                                                                                            | 327,9                                                                                                 | 317,7                                                                                                 | 2,0                                                                                                   | 0,1                                                                                                   | 0,2                                                                                                   | 7,3                                                                                                   | 0,2                                                                                                   | - | 0,4                                                                                                   |
| gr.-kath.                                                                                             | 1455,9                                                                                                | 20,2                                                                                                  | 1388,0                                                                                                | 2,2                                                                                                   | 22,8                                                                                                  | 21,6                                                                                                  | - | - | 1,1                                                                                                   |
| orthodox                                                                                              | 11,1                                                                                                  | 1,2                                                                                                   | 9,7                                                                                                   | 0,2                                                                                                   | 0,1                                                                                                   | - | - | - | 0,1                                                                                                   |
| evangelisch                                                                                           | 53,4                                                                                                  | 4,6                                                                                                   | 5,3                                                                                                   | - | 0,1                                                                                                   | 1,3                                                                                                   | 42,2                                                                                                  | - | 0,1                                                                                                   |
| mosaisch                                                                                              | 207,8                                                                                                 | 2,0                                                                                                   | 0,1                                                                                                   | - | - | - | - | 205,5                                                                                                 | 0,1                                                                                                   |
| andere oder k. A.                                                                                     | 29,5                                                                                                  | 1,1                                                                                                   | 21,7                                                                                                  | - | 0,2                                                                                                   | 0,8                                                                                                   | 4,5                                                                                                   | - | 1,1                                                                                                   |

## Administrative Unterteilung (1934)

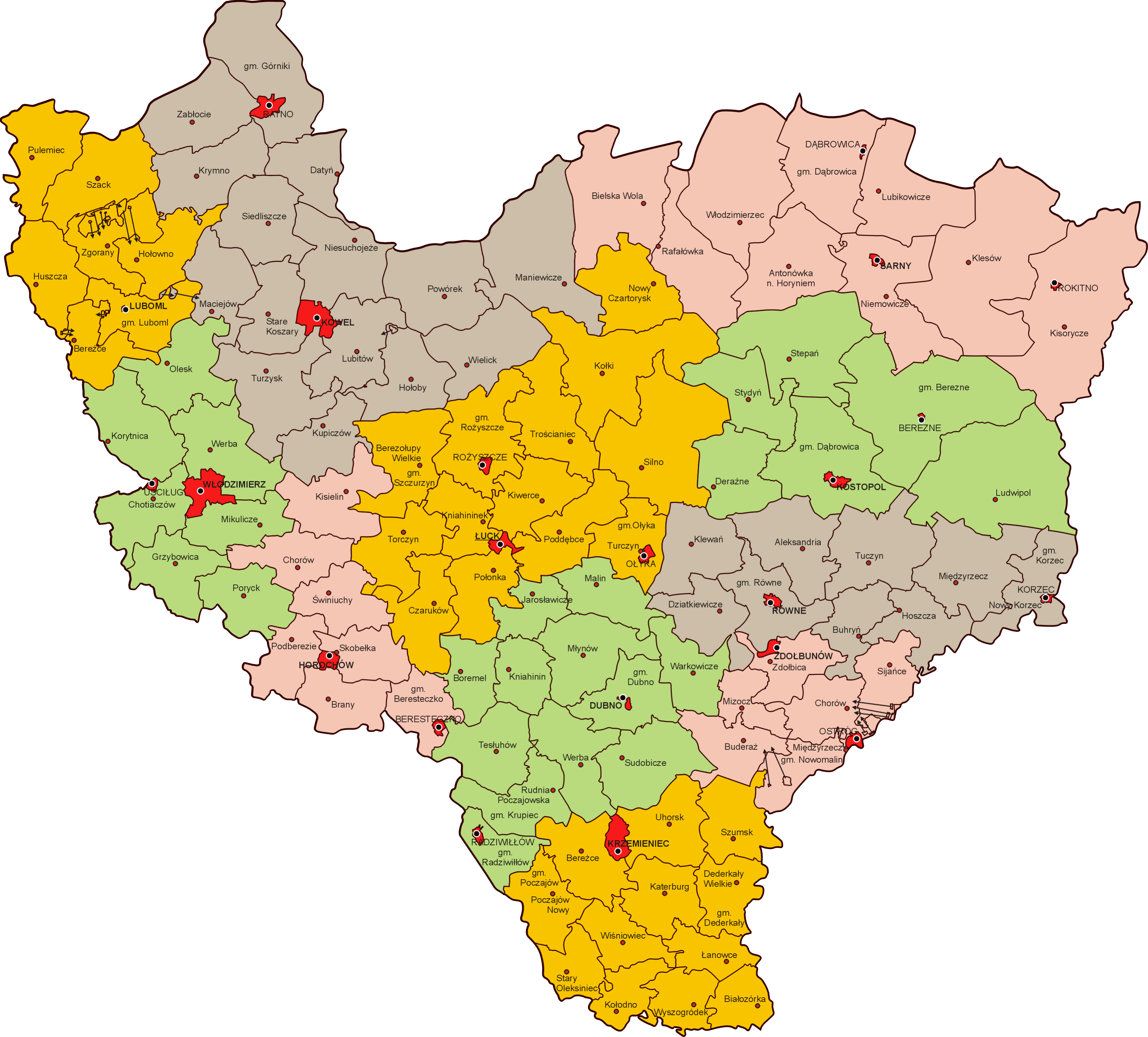
Administrative Gliederung der Woiwodschaft 1939

Powiat Dubno bestehend aus den Städten Dubno und Radziwiłłów sowie den Gminas:
- Boremel
- Dubno (Stadt)
- Dubno (Land)
- Jarosławicze
- Kniahinin
- Krupiec
- Malin
- Młynów
- Ołyka (Stadt)
- Ołyka
- Radziwiłłów (Stadt)
- Radziwiłłów (Land)
- Sudobicze
- Tesłuchów
- Warkowicze
- Werba

Powiat Horochów bestehend aus den Städten Beresteczko und Horochów sowie den Gminas:
- Beresteczko (Stadt)
- Beresteczko (Land)
- Brany
- Chorów
- Horochów (miejska)
- Kisielin
- Podberezie
- Skobełka
- Świniuchy

Powiat Kostopol bestehend aus den Städten Bereźne und Kostopol sowie den Gminas:
- Bereźne (Stadt)
- Bereźne (Land)
- Derażne
- Kostopol (Stadt)
- Kostopol
- Ludwipol
- Stepań
- Stydyń

Powiat Kowel bestehend aus den Städten Kowel und Ratno sowie den Gminas:
- Datyń
- Górniki
- Hołoby
- Kowel (Stadt)
- Krymno
- Kupiczów
- Lubitów
- Maciejów
- Maniewicze
- Niesuchojeże
- Powórsk
- Ratno (Stadt)
- Siedliszcze
- Stare Koszary
- Turzysk
- Wielick
- Zabłocie

Powiat Krzemieniec bestehend aus der Stadt Krzemieniec sowie den Gminas:
- Bereźce
- Białozórka
- Dederkały
- Katerburg
- Kołodno
- Krzemieniec (Stadt)
- Łanowce
- Poczajów
- Stary Oleksiniec
- Szumsk
- Uhorsk
- Wiśniowiec
- Wyszogródek

Powiat Luboml bestehend aus der Stadt Luboml sowie den Gminas:
- Bereźce
- Hołowno
- Huszcza
- Luboml (Stadt)
- Luboml
- Pulmo
- Szack
- Zgorany

Powiat Łuck bestehend aus den Städten Łuck, Ołyka und Rożyszcze sowie den Gminas:
- Czaruków
- Kiwerce
- Kniahininek
- Kołki
- Łuck (miejska)
- Nowy Czartorysk
- Ołyka (Stadt)
- Ołyka
- Poddębce
- Połonka
- Rożyszcze (Stadt)
- Rożyszcze
- Silno
- Szczurzyn
- Torczyn
- Trościaniec

Powiat Równe bestehend aus den Städten Korzec, Równe und Zdołbunów sowie den Gminas:
- Aleksandria
- Buhryń
- Dziatkiewicze
- Hoszcza
- Klewań
- Korzec (Stadt)
- Korzec
- Międzyrzec
- Równe (Stadt)
- Równe
- Tuczyn

Powiat Sarny bestehend aus den Städten Dąbrowica, Rokitno, Sarny und Włodzimierzec sowie den Gminas:
- Antonówka nad Horyniem
- Bielska Wola
- Dąbrowica (Stadt)
- Dąbrowica
- Kisorycze
- Klesów
- Lubikowicze
- Niemowicze
- Rafałówka
- Rokitno (Stadt)
- Sarny (Stadt)
- Włodzimierzec

Powiat Włodzimierz bestehend aus den Städten Uściług und Włodzimierz sowie den Gminas:
- Chotiaczów
- Grzybowica
- Korytnica
- Mikulicze
- Olesk
- Poryck
- Uściług (Stadt)
- Werba
- Włodzimierz (Stadt)

Powiat Zdołbunów bestehend aus den Städten Ostróg und Zdołbunów sowie den Gminas:
- Buderaż
- Chorów
- Mizocz
- Nowomalin
- Ostróg (Stadt)
- Sijańce
- Zdołbica
- Zdołbunów (Stadt)

## Woiwoden der Woiwodschaft Wolhynien
1921–9999: Stanisław Jan Krzakowski
1921–9999: Tadeusz Łada
1921–9999: Stanisław Downarowicz
1921–1922: Tadeusz Dworakowski
1922–1923: Mieczysław Mickiewicz
1923–1924: Stanisław Srokowski
1924–1925: Bolesław Olszewski
1925–1926: Aleksander Dębski
1926–1928: Władysław Mech
1928–1929: Henryk Józewski
1930–9999: Józef Śleszyński
1930–1938: Henryk Józewski
1938–1939: Aleksander Hauke-Nowak